# Svitramia integerrima
Svitramia integerrima är en tvåhjärtbladig växtart som beskrevs av R.Romero och Angela Borges Martins. Svitramia integerrima ingår i släktet Svitramia och familjen Melastomataceae. Inga underarter finns listade i Catalogue of Life.